# Pastirček
Pastirček je naslov slovenske ljudske pravljice. Prvič je izšla leta 1972, kasneje leta 2005. Zapisal jo je Jože Benigar, prvo izdajo je ilustrirala Ančka Gošnik-Godec, drugo pa Anton Buzeti.

## Povzetek vsebine
Živel je pastirček, ki je nekega popoldneva v Istri pasel čredo krav, koz in ovac. Bilo je zelo vroče in sonce je neusmiljeno pripekalo. Naenkrat pastirček zagleda tri prelepe deklice, ki spijo na trati. Še sanjalo se mu ni, da so to vile. Pastirček je pomislil sam pri sebi: »Sonce jih bo opeklo, moram jim pomagati.« Da bi jih obvaroval pred žgočim soncem, je splezal na bližnje lipovo drevo, nalomil vej in jih posadil okoli njih. Kmalu zatem so se vile zbudile iz navideznega spanja in se čudile: »Kdo neki je bil tako usmiljen, da nas je zaščitil pred sončno pripeko?« V resnici so vile dobro vedele, kdo je to naredil, saj ta čas niso spale, ampak so pozorno spremljale vsako pastirčkovo ravnanje.
Vile so imele prelepe dolge lase, svetili so se jim kakor čisto zlato, zato se jih je pastirček prestrašil in hotel zbežati. Toda v trenutku so bile vile pri njem in ga spraševale, kaj si želi v dar, ker je bil do njih tako dober. Ker je bil pastirček skromen, si ni želel ničesar. Ponujale so mu mošnjo denarja, iz katerega ne bi nikoli zmanjkalo denarja, a ga pastirček ni maral. Vile so spoznale njegovo dobroto in poštenost, zato so mu rekle: »Ko boš zvečer gnal živino domov, boš od morja slišal oglaševanje zvoncev. Toda nikar se ne oziraj.« Ko so to izgovorile, so odšle. Pastirček je šele tedaj ugotovil, da so bile vile.
Sonce je začelo zahajati in na zemljo se je spuščal mrak. Pastirček se je vračal proti domu in čim bližje je bil, tem glasnejše zvonjenje je slišal za svojim hrbtom. Toda pozabil je, kaj so mu vile naročile. Pogledal je nazaj in zagledal veliko čredo ovac, koz in krav, ki so prihajale iz morja in sledile njegovi čredi. A ker ni upošteval svarila, je v tistem trenutku vse prenehalo. Ostala je samo čreda, ki je že bila na kopnem. Če pastirček ne bi pogledal nazaj, bi imel ogromno čredo, a je bil kljub temu zadovoljen. Še več, nekaj živali, ki so mu jih podarile vile, je razdelil med svoje revne sosede.

## Analiza besedila
Pripovedovalec:
- tretjeosebni
- vsevedni

Glavni književni osebi: pastirček, vile
Stranske književne osebe: ovce, koze in krave 
Književni čas: nekega popoldneva
Književni prostor: v Istri blizu morja
Motivi:
- motiv premetenosti (dobre vile pod pretvezo, da spijo, preverjajo, ali se jih bo pastirček usmilil in jih obvaroval pred soncem)
- motiv preizkušnje (dobre vile preizkušajo njegovo dobroto in poslušnost, dobrota je dokazana, poslušnost pa se na koncu izjalovi, saj pastirček pozabi, kaj so mu vile naročile)
- motiv sonca (sonce se pojavi na začetku, ko pastirček reši dobre vile, ter na koncu, ko se vrača domov in se na zemljo spušča mrak -> kot začetek in konec nečesa lepega, novega)
- motiv črede (pastirčku njegova čreda pomeni vse, dobre vile mu na koncu poplačajo z večjo čredo ovac, koz in krav)
- motiv skromnosti (pastirček reši dobre vile pred žgočim soncem, a v zameno za to ne mara ničesar. Čredo, ki jo dobi, razdeli med svoje revne sosede)
- motiv dobrote (pastirček brez zadržkov pomaga dobrim vilam, le-te ga kljub zavrnitvi ponujenih daril obdarijo)
- motiv dobre vile

Konec: je srečen, pastirček dobi večjo čredo

## Značilnosti ljudskega slovstva v povezavi z obravnavano pravljico
- anonimnost: avtor ni poznan
- ustno izročilo
- brezimenski liki: imena pastirčka in vil ne poznamo
- slogovne značilnosti:
  - ljudska števila: tri dobre vile
  - pomanjševalnice: pastirček
  - okrasni pridevki: majhen deček, pekoče sonce, lepe deklice, sladko spale, košate veje, čisto zlato, čudežna mošnja denarja, rumeni cekini ...
  - čudežna dejanja: med zvonjenjem prihaja iz morja na kopno velika čreda ovac, krav in koz
  - čudežna bitja: tri vile

## Liki
Pastirček je glavna književna oseba. Je dobrosrčen, pošten in skromen deček, saj brez pomisleka pomaga spečim dekletom (vilam). V zameno za to ne zahteva ničesar, dobrih vil se celo ustraši in jim poskuša zbežati. Na koncu se izkaže kot pozabljiv in radoveden, saj ne upošteva navodila in se ozre nazaj. Za svojo dobroto je kljub vsemu poplačan. 
Tri dobre vile s svojo navihanostjo, prebrisanostjo in premetenostjo preizkušajo pastirčkovo dobroto in ga na koncu v zameno za to tudi nagradijo. Izkažejo se kot prijazna in hvaležna bitja.

## Analiza pravljice po Brunu Bettelheimu
Pravljica  se začne z besedno zvezo »Svoje dni«, kar pomeni, da nima določenega dogajalnega časa. To nakazuje, da se to, kar sledi v nadaljevanju ne bo nanašalo na sedanjost, ki jo poznamo, temveč gre za namerno nejasnost začetka, ki nakazuje prehod iz konkretnega sveta vsakdanje stvarnosti v abstrakten svet človekove domišljije.
Majhen razigran deček predstavlja vlogo pastirčka. Nenadoma zagleda pred seboj tri dekleta, ki spijo na trati. To niso navadna dekleta, temveč dobre vile.  Po Bettelheimu vile nikoli ne spijo, temveč se le delajo, da spijo. V obravnavani pravljici so povsem budne in spremljajo sleherno pastirčkovo ravnanje. Kljub temu, da vile pastirčku za dobro dejanje ponujajo najrazličnejša darila, on noče ničesar. Vile spoznajo njegovo skromnost in poštenost, zato mu sklenejo poplačati na svoj način.
Otrok sicer intuitivno čuti, da se to, o čemer pravljica pripoveduje, v resnici ne dogaja, mora pa se zgoditi kot notranja izkušnja in osebni razvoj. Pravljica prikazuje torej v domišljijski in simbolični obliki stopnje odraščanje otroka. Pravljični liki niso dobri in hudobni hkrati, osebe so utelešena krutost ali gola nesebična dobrota, vmes ni ničesar. Tako tudi pastirček in dobre vile niso ambivalentni liki, temveč podoba dobrih, prijaznih bitij. Natančna opredelitev osebnosti posameznih literarnih junakov pomaga otroku urediti protislovna čustva oziroma vnesti red v njegovo življenje. Pravljica je za otroke privlačna zato, ker izhaja iz njihovega dejanskega notranjega psihološkega in čustvenega stanja in je prilagojena njihovemu načinu mišljenja in doživljanja sveta.
Iz končnega izida pravljice lahko sklepamo, da se neposlušnost in pozabljivost kaznujeta. Pastirček ne dobi celotne črede, ki so mu jo namenile dobre vile, pač pa le njen del, saj ni upošteval navodil. Pastirčkova pozabljivost je kaznovana; iz tega sledi nauk, da prepovedi ne smemo prekršiti, sicer nosimo posledice.
Pravljico lahko spremljamo tudi skozi ilustracije, ki pa so po Bettelheimu prej moteče kot koristne, saj ne ustrezajo otrokovim bistvenim potrebam. Ilustracije naj bi otrokovo domišljijo odvračale od samostojnega doživljanja zgodbe.

## Motivno-tematske povezave
Določene motive, ki jih najdemo tukaj, najdemo tudi v nekaterih drugih pravljicah:
Motiv vile:
- Vila in trije bratje
- Hudobna mačeha in dobra pastorka
- Kako je ratala jama Vilenica
- Žalikžena
- Brkonja Čeljustnik
- Vila prijateljica in meseci prijatelji
- Tri pomaranče

Motiv dobrote:
- Bela kača s kronico
- Kako se je ježek oženil

## Izdaje
- Jože Benigar: Pastirček, Mladinska knjiga, Ljubljana, 1972
- Jože Benigar: Pastirček, Založba AJDA, Murska Sobota, 2005
- Brenk Kristina, Babica pripoveduje, Mladinska knjiga, 1980
- O treh grahih, Mladinska knjiga, 1964
- Jože Benigar, Slovenske ljudske pravljice, Mladinska knjiga, 1992